# Isak Alemayehu
Isak Alemayehu, né le 11 octobre 2006 à Umeå en Suède, est un footballeur suédois qui évolue au poste de milieu offensif au Djurgårdens IF.

## Biographie

### En club
Né à Umeå en Suède, Isak Alemayehu est formé par le Djurgårdens IF. Il joue son premier match en professionnel avec ce club, le 6 novembre 2022, à l'occasion d'une rencontre de championnat face au Mjällby AIF. Entré en jeu à la place d'Hampus Finndell, il voit son équipe être battue par un but à zéro. Faisant ses débuts à 16 ans et 26 jours, il devient l'un des plus jeunes joueurs du club à jouer en professionnel.
Le 11 septembre 2024 il est prêté au FC Stockholm (en) jusqu'à la fin de l'année.
Le 1er mai 2025, il rentre en jeu avec le Djurgårdens IF en demi-finale aller de Ligue Conférence, face au Chelsea FC. Il se fait remarquer en marquant également son premier but en professionnel.

### En sélection
Isak Alemayehu représente la Suède en sélection, faisant ses débuts avec les moins de 15 ans. Il joue un match avec cette sélection en 2021.